# 筒井剛
筒井 剛（つつい たけし、1949年（昭和24年）10月6日 - ）は、日本の企業家。光陽社代表取締役社長。

## 略歴
1949年（昭和24年）10月6日に、大阪に生まれる。大学卒業後、1974年（昭和49年）に光陽社へ入社。同社において、関西事業本部大阪営業部長、執行役員関西事業本部大阪事業所長、取締役関西事業本部大阪事業所長、取締役関西事業所長、取締役営業本部長 などを経て、2008年（平成20年）4月取締役に就任する。同年6月に代表取締役社長に就任する。

## 学歴
- 1974年青山学院大学経済学部 卒業

## 参照
1. ↑  筒井剛　光陽社【新社長2008年度】

| スタブアイコン | サブスタブ | この項目は、まだ閲覧者の調べものの参照としては役立たない、人物に関連した書きかけの項目です。この項目を加筆・訂正などしてくださる協力者を求めています（P:人物伝/PJ:人物伝）。 |